# 孙太初
孙太初（1925年12月—2012年4月25日），号石公、梦雨楼主人，白族，云南鹤庆人，考古学家、文史学家、金石学家、书法家，主要从事云南两汉时期及南诏、大理国时期文物考古研究，曾任中国考古学会第一届理事等。

## 生平
1925年12月，孙太初出生于云南鹤庆的一户白族家庭。
2012年4月，病逝于昆明，享年88岁。

## 考古
孙太初主要从事云南两汉时期及南诏、大理国时期文物考古研究。曾对晋宁石寨山滇王墓群作过基础性综合研究，并曾对云南历代重要碑刻作过系统调查研究。
孙太初曾主持或参加过滇池地区贝丘遗址调查发掘、石寨山滇王墓群发掘等。曾收集有大批明清云南地方志资料，并传拓过大批重要石刻拓本。他在文史研究和文物鉴定领域与启功、徐邦达、葛宝昌、史树青齐名。

## 书画
孙太初作有两千多幅书画作品，在书画方面曾教授郎森、郭伟、孙源等人。在地方书画艺术领域，又与周霖、阎甫、袁晓岑并列四大家。